# Řád zlatého lva
Řád zlatého lva (německy Hausorden vom Goldenen Löwen) byl hesenský řád. Založil ho 14. srpna 1770 lankrabě Fridrich II. Hesensko-Kasselský jako záslužný řád za vynikající zásluhy. Patronkou řádu byla svatá Alžběta Durynská, předkyně zakladatele. Roku 1866 anexí Hesenského kurfiřtství Pruskem se řád stal pruským, ale již roku 1876 ho převzala velkovévodská větev hesenského rodu a řád byl přejmenován na Velkovévodský hesenský řád zlatého lva (Grossherzoglich Hessischer Hausorden vom Goldenen Löwen). Zanikl s pádem monarchie v Německu roku 1918.

## Vzhled řádu
Odznakem řádu je zlatý stojící lev s korunkou, který zasezan uprostřed zlatého oválného pásu, s vyrytým latinským heslem VIRTUTE ET FIDELITATE (Ctnosti a věrnosti). Na zadní straně pak nápis FRIDERICUS II. D.G. HASSIAE LANDGRAVIUS INST. 1770 (Fridrich II. z boží vůle hesenský lankrabě založil 1770).
Hvězda je stříbrná a osmicípá, ve středovém medailonu je vyobrazen hesenský lev (korunovaný, bílo-červeně vodorovně pruhovaný), obkroužený prstencem s heslem řádu.
Stuha karmínově červená.

## Dělení řádu
Původně měl řád jen jeden stupeň. 1. ledna 1818 byl Vilémem I. rozšířen na čtyři třídy, avšak 20. srpna 1851 byly tyto tři přidané třídy přetvořeny na Řád Vilémův.
- velkokříž – velkostuha, hvězda
- komandér 1. třídy – u krku
- komandér 2. třídy – u krku
- rytíř – na prsou

## Galerie

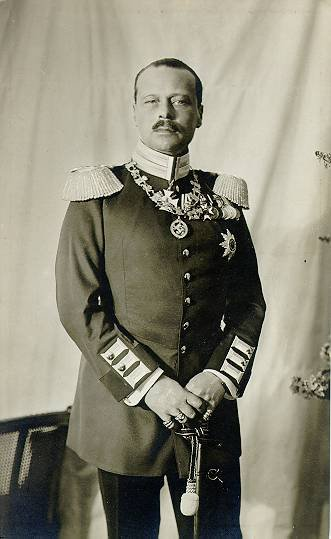
Arnošt Ludvík Hesenský v uniformě a s Řádem zlatého lva na řetězu.